# 孟菲斯 (德克薩斯州)
孟菲斯（英語：Memphis）是一個位於美國德克薩斯州霍爾縣的城市。根據2010年美國人口普查，該地共人口2290人，而該地的面積約為5.80平方千米。同時該地也是霍爾縣的縣治。

## 地理
孟菲斯的座標為34°43′36″N 100°32′30″W / 34.72667°N 100.54167°W，而該地的平均海拔高度為627米（即2057英尺）。